# سعيد حداد
سعيد حداد لاعب ومدرب كرة قدم جزائري ولد في 3 أغسطس 1922 وتوفي سنة 1981. لعب في أربعينيات وخمسينيات، عرف مع نادي أولمبيك مارسيليا واشتهر مع فريق جبهة التحرير الوطني لكرة القدم الذي لعب معه 22 مباراة.

## مشواره

### اللاعب
- 1942-1946 : مولودية الجزائر
- 1946-1950 : FC Sète
- 1950-1954 : أولمبيك مارسيليا
- 1954-1958 : نادي تولوز
- 1958-1962 : فريق جبهة التحرير الوطني لكرة القدم

### المدرب
- 1962-1964 : مولودية الجزائر

## الألقاب
- فائز ببطولة فرنسا الدرجة الثانية مع نادي تولوز سنة 1953.
- وصيف بطل فرنسا مع نادي تولوز سنة 1955.

## وصلات خارجية
- سعيد حداد على موقع قاعدة بيانات كرة القدم.إي يو (الإنجليزية)

- سعيد حداد سنة 1946 على موقع sebbar.kazeo.com
- سعيد حداد على موقع sebbar.kazeo.com